# Synagoga Majera Kestenberga w Łodzi
Synagoga Majera Kestenberga w Łodzi – prywatny dom modlitwy znajdujący się w Łodzi przy ulicy Wschodniej 49.
Synagoga została zbudowana w 1891 roku z inicjatywy Majera Kestenberga, Fiszela Fuksa i Józefa Hercberga. Podczas II wojny światowej hitlerowcy zdewastowali synagogę.